# وزارت تعاون
وزارت تعاون از وزارت‌خانه‌های پیشین دولت ایران بود.
فعالیت تعاونی در ایران سابقه دیرپایی ندارد. اولین شرکت تعاونی در ایران در سال ۱۳۱۴ تأسیس شد. در دوران پهلوی دوم کمک‌های فراوانی توسط اصل ۴ جهت توسعه بخش تعاون در ایران صورت گرفت. رویداد اصلاحات ارضی زمینه فعالیت‌های تعاونی در ایران را گسترش داد و وزارت تعاون و تولیدات کشاورزی در دوران نخست‌وزیری هویدا آغاز به کار کرد.
پس از انقلاب ۱۳۵۷ همزمان با رویگردانی انقلابیون از سرمایه‌داری گرایش به فعالیت تعاونی افزایش یافت، ولی فعالیت وزارت تعاون متوقف شد. قانون اساسی جمهوری اسلامی ایران در اصل ۴۳ و ۴۴ به لزوم گسترش تعاونی‌ها اشاره کرده‌است.
مجلس سوم قانون تعاون مصوب ۱۳ شهریور ۱۳۷۰ در ۱۲ فصل و ۷۰ ماده تدوین تدوین کرد و وزرات تعاون بر اساس این قانون مجدداً فعالیت خود را آغاز کرد.
در دولت احمدی‌نژاد این وزارت‌خانه حذف و در وزارت‌خانه‌های کار و رفاه ادغام شد.

## وزیران
| ر. | نام          | نام                    | نگاره       | آغاز تصدی     | پایان تصدی    | دولت | رئیس دولت | م.    |
| -- | ------------ | ---------------------- | ----------- | ------------- | ------------- | ---- | --------- | ----- |
| ۱  |              | غلامرضا شافعی          |             | ۱۰ دی ۱۳۷۰    | ۲۹ مرداد ۱۳۷۶ | پنجم | هاشمی     |       |
| ۱  | ششم          | غلامرضا شافعی          |             | ۱۰ دی ۱۳۷۰    | ۲۹ مرداد ۱۳۷۶ |      | هاشمی     |       |
| ۲  |              | مرتضی حاجی (زادهٔ ۱۳۲۷) |             | ۲۹ مرداد ۱۳۷۶ | ۳۱ مرداد ۱۳۸۰ | هفتم | خاتمی     | [ ۱ ] |
| ۳  |              | علی صوفی               |             | ۳۱ مرداد ۱۳۸۰ | ۵ شهریور ۱۳۸۴ | هشتم | خاتمی     | [ ۲ ] |
| –  |              | محمد ناظمی اردکانی     |             | ۵ شهریور ۱۳۸۴ | ۱۸ آبان ۱۳۸۴  | نهم  | احمدی‌نژاد | [ ۳ ] |
| ۴  | ۱۸ آبان ۱۳۸۴ | محمد ناظمی اردکانی     | ۶ آبان ۱۳۸۵ | [ ۴ ]         |               | نهم  | احمدی‌نژاد |       |
| ۵  |              | محمد عباسی             |             | ۱۴ آبان ۱۳۸۵  | ۱۲ مرداد ۱۳۹۰ | نهم  | احمدی‌نژاد | [ ۵ ] |
| ۵  | دهم          | محمد عباسی             | [ ۶ ]       | ۱۴ آبان ۱۳۸۵  | ۱۲ مرداد ۱۳۹۰ |      | احمدی‌نژاد |       |